# Synandra hispidula
Synandra hispidula är en kransblommig växtart som först beskrevs av André Michaux, och fick sitt nu gällande namn av Henri Ernest Baillon. Synandra hispidula ingår i släktet Synandra och familjen kransblommiga växter. Inga underarter finns listade i Catalogue of Life.